# Volt Bulgarie
Volt Bulgarie est un parti politique bulgare.

## Historique
Le parti participe aux élections européennes de 2019 en Bulgarie.
En vue des élections législatives bulgares d'avril 2021, le parti est membre de la coalition Debout.BG ! Nous arrivons !.
En vue des élections législatives bulgares de novembre 2021, le parti est, avec la Classe moyenne européenne, un membre fondateur de la coalition Nous continuons le changement (PP).
Après les élections législatives bulgares de juin 2024, le parti appelle Nous continuons le changement - Bulgarie démocratique (PP-DB), coalition dont il fait partie, à rendre le mandat de former un gouvernement. En vue des élections législatives bulgares d'octobre 2024, Volt Bulgarie annonce son retrait de PP et annonce participer aux élections sous sa propre bannière. Le 23 septembre, le parti se retire du scrutin et annonce soutenir PP-DB.

## Résultats

### Élections législatives
| Année   | Voix             | %                | Rang             | Élus    | +/-           | Gouvernement               |
| ------- | ---------------- | ---------------- | ---------------- | ------- | ------------- | -------------------------- |
| 04/2021 | Au sein de ISMV  | Au sein de ISMV  | Au sein de ISMV  | 0 / 240 | Nv            | Extra-parlementaire        |
| 07/2021 | Au sein de ISMV  | Au sein de ISMV  | Au sein de ISMV  | 0 / 240 | en stagnation | Extra-parlementaire        |
| 11/2021 | Au sein de PP    | Au sein de PP    | Au sein de PP    | 2 / 240 | 2             | Soutien sans participation |
| 2022    | Au sein de PP    | Au sein de PP    | Au sein de PP    | 2 / 240 | en stagnation | Aucun                      |
| 2023    | Au sein de PP-DB | Au sein de PP-DB | Au sein de PP-DB | 1 / 240 | 1             | Soutien sans participation |
| 06/2024 | Au sein de PP-DB | Au sein de PP-DB | Au sein de PP-DB | 0 / 240 | 1             | Extra-parlementaire        |

### Élections européennes
| Année | Votes            | %                | Rang             | Députés |
| ----- | ---------------- | ---------------- | ---------------- | ------- |
| 2019  | 3 500            | 0,17             | 18e              | 0 / 17  |
| 2024  | Au sein de PP-DB | Au sein de PP-DB | Au sein de PP-DB | 0 / 17  |